# Banánovníkovité
Banánovníkovité (Musaceae) je čeleď jednoděložných rostlin z řádu zázvorníkotvaré (Zingiberales).

## Popis
Jsou to robustní vytrvalé byliny s oddenky nebo hlízami a mléčnicemi, vytváří nepravý kmen díky masívním bázím listů. Listy jsou velké, jednoduché, střídavé, spirálně uspořádané, řapíkaté, s listovými pochvami. Čepele jsou celokrajné, kopinaté, podlouhlé až vejčité, žilnatina je zpeřená. Čepel se později mezi žilkami trhá, proto se může zdát jako zpeřeně složená. Jsou to jednodomé rostliny s oboupohlavnými nebo jednopohlavnými květy. Květy jsou uspořádány v složeném vrcholičnatém květenství, které může být vzpřímené nebo převislé. V nodu hlavní osy květenství vyrůstají menší monochasiální vrcholíky květů (vijany), které obsahují asi 12-20 květů, dolní části květenství (při převislém květenství logicky naopak) jsou květy samičí nebo oboupohlavné, v horní bývají spíš samčí. Vijany jsou podepřeny listeny, často velikými a nápadně zbarvenými, které bývají opadavé. Květy jsou nepravidelné, zygomorfické. Okvětních lístků je 6, kdy 5 z nich srůstá v okvětní trubku a šestý člen z vnitřního kruhu je volný. Fertilních tyčinek je 5, šestý člen proti volnému okvětnímu lístku je buď přeměněn na staminodium nebo chybí, tyčinky nejsou petaloidní (nenapodobují okvětní lístek). Gyneceum je srostlé ze 3 plodolistů, je synkarpní, semeník je spodní. Plodem je bobule, která obsahuje větší množství semen (třeba 20-100, pěstované kultivary mívají bobule bezsemenné).

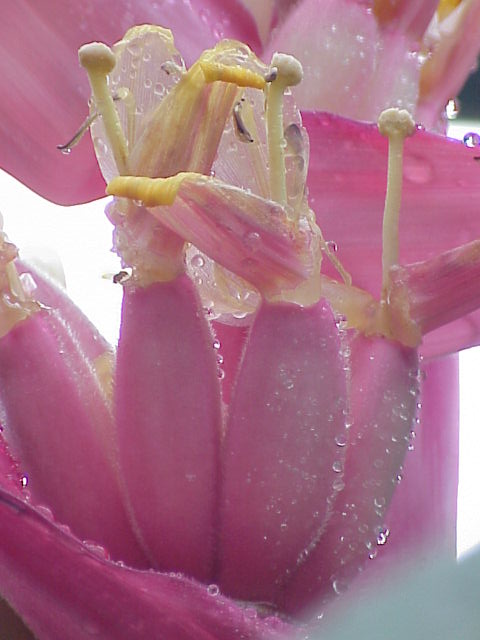
Květy Musa velutina
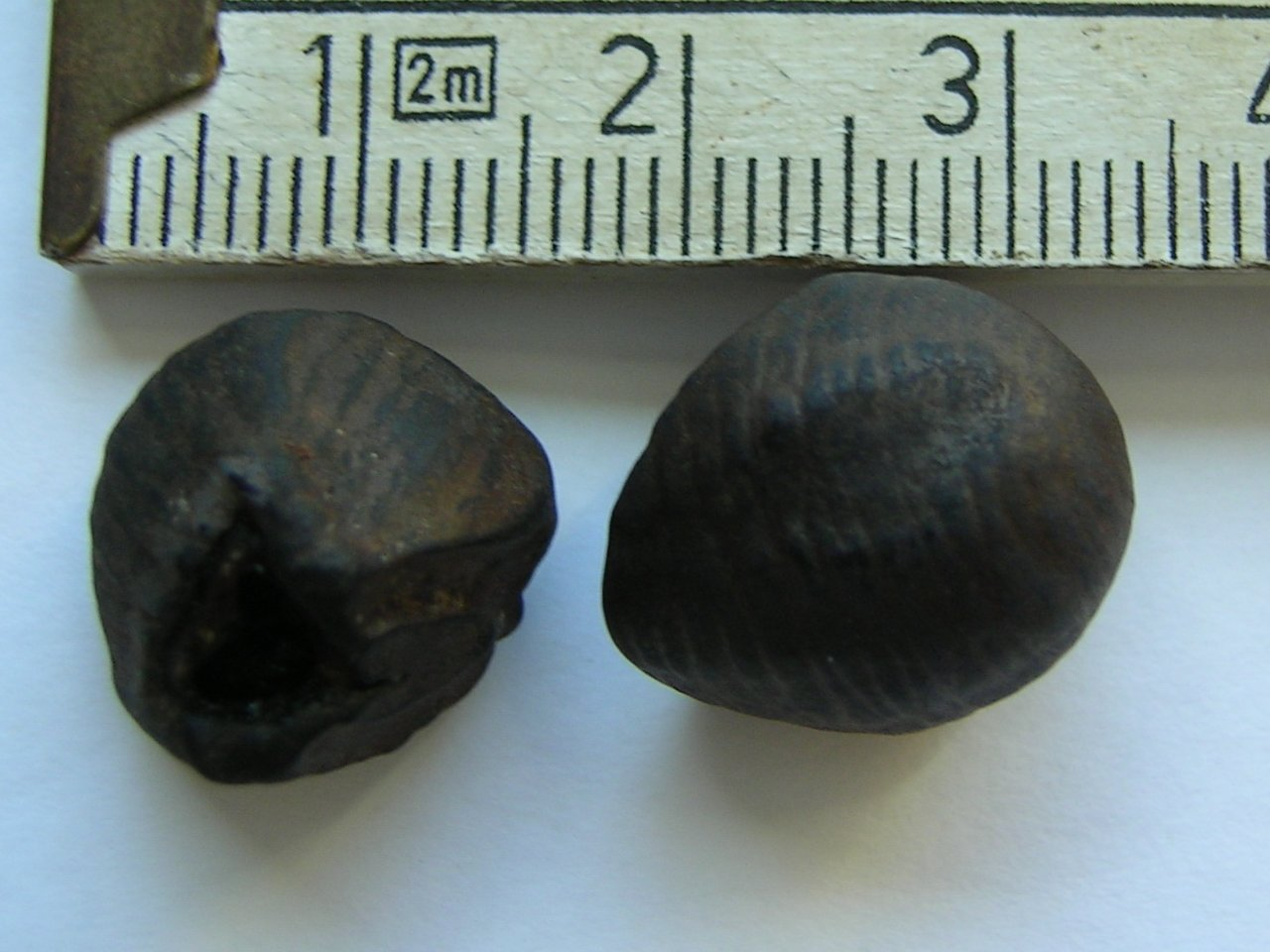
Semena banánovníku
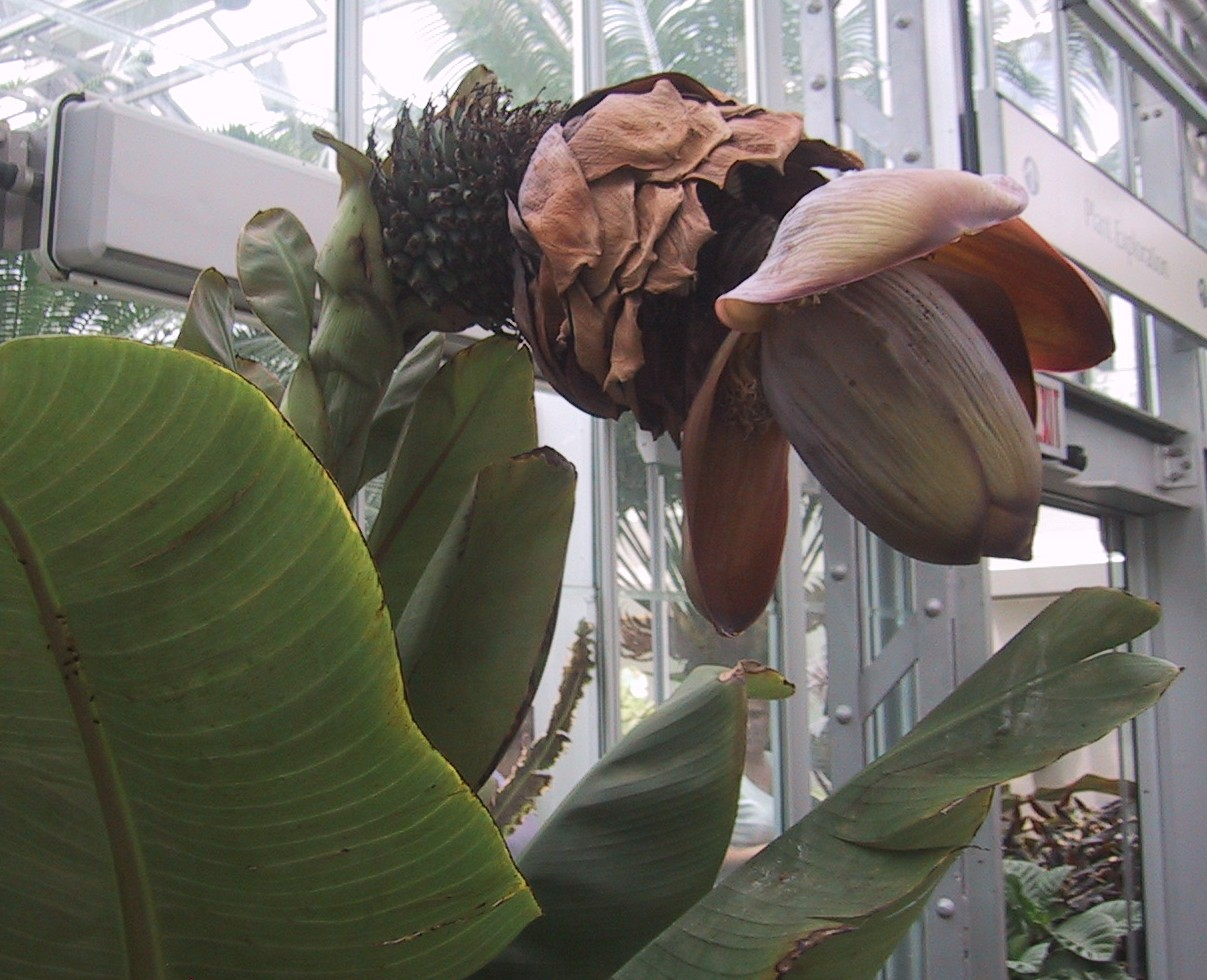
Ensete suberbum

## Rozšíření ve světě
Jsou známy asi 2-3 rody (monotypický rod Musella je někdy dáván pod Musa) a asi 35 druhů. Jejich přirozený areál se rozkládá v tropech Afriky, Madagaskaru, jižní až jihovýchodní Asie s přesahem do severní Austrálie.
Jinde, jako např. v Americe, jsou jen pěstovány. Důležitou plodinou jsou banány. Pěstované kultivary, tedy banány prodávané v obchodech v ČR, jsou bezsemenné bobule, jedná se totiž o sterilní triploidy, které se mohou rozmnožovat jen vegetativně.

## Zástupci
- banánovník (Musa)
- ensete (Ensete)[4]